# Tellurocystein
Tellurocystein ist eine Aminosäure, die analog zu Serin, Cystein und Selenocystein aufgebaut ist, aber statt Sauerstoff, Schwefel oder Selen ein Telluratom enthält.

## Biologische Bedeutung
Die Pilze Aspergillus fumigatus, Aspergillus terreus und Penicillium chrysogenum können in einem Medium ohne Schwefelquelle wachsen, wenn eine geringe Menge Natriumtellurit vorhanden ist. Dabei werden diverse Proteine gebildet, die die Aminosäuren Tellurocystein enthalten, bei Aspergillus fumigatus und Penicillium chrysogenum auch Tellurocystin.

## Eigenschaften und Reaktionen
Tellurocystein wurde zur Herstellung einer modifizierten Glutathion-Peroxidase verwendet. Dabei wurde von der Struktur einer Glutathion-Transferase ausgegangen und eine zusätzliche Tellurocystein-Einheit eingebaut. Die katalytische Aktivität für die Reduktion von Hydroperoxiden des so erhaltenen Proteins war vergleichbar mit der von natürlicher Glutathion-Peroxidase, die Selenocystein enthält.